# Parawroughtonilla hirsuta
Parawroughtonilla hirsuta (лат.) — вид мирмекофильных жуков-стафилинид из подсемейства Aleocharinae, единственный в составе монотипического рода Parawroughtonilla Maruyama, 2010. Эндемики Малайзии (Ulu Gombak, Selangor).

## Описание
Мелкого размера коротконадкрылые жуки-стафилины. Длина вытянутого мелкопунктированного и слегка сплюснутого тела около 4 мм. Голова поперечная. Глаза равны примерно половине длины головы. Основная окраска красновато-коричневая. Обитают вместе с кочевыми муравьями вида Leptogenys borneensis Wheeler, 1919 (род Leptogenys).

## Систематика
Вид был впервые описан в 2010 году японским энтомологом М. Маруямой (Munetoshi Maruyama; The Kyushu University Museum, Higashi-ku, Fukuoka-shi, Fukuoka, Япония) по материалам из Национального парка Khao Yai National Park (Таиланд) и включён в состав трибы Lomechusini (Myrmedoniina) из подсемейства Aleocharinae.
Род наиболее близок к роду Togpelenys Kistner, 1989 по форме и пунктировке поверхности тела, но отличается мелкими глазами, опушенным брюшком.